# Washington Union Station
Washington Union Station – stacja i reprezentacyjny dworzec kolejowy w Waszyngtonie, oddane do użytku w 1907 roku. Jej właścicielem jest Amtrak. Obsługiwane są również linie Maryland Rail Commuter (MARC) i VRE oraz miejska komunikacja Metrorail. Union Station jest końcowym dworcem linii Northeast Corridor.